# Geisenheim 318-57
Geisenheim 318-57 (auch GM 318-57) ist eine Weißweinsorte und eine interspezifische Kreuzung zwischen Riesling und Chancellor. Die Neuzüchtung der Hybride erfolgte im Jahre 1957 an der Forschungsanstalt für Garten- und Weinbau in Geisenheim/Rheingau. Im Jahre 2016 lag die weltweit bestockte Rebfläche bei 14 ha im Vergleich zu 106 ha im Jahre 2010. Der Anbau erfolgt ausschließlich in Kanada in den Provinzen Nova Scotia und Quebec. Geisenheim 318-57 ist dort Bestandteil des Tidal Bay, einem Wein aus Nova Scotia.
Siehe auch den Artikel Weinbau in Kanada sowie die Liste von Rebsorten.